# (41742) Wongkakui
(41742) Wongkakui est un astéroïde de la ceinture principale.

## Description
(41742) Wongkakui est un astéroïde de la ceinture principale. Il fut découvert le 1er novembre 2000 à l'observatoire Desert Beaver par William Kwong Yu Yeung. Il présente une orbite caractérisée par un demi-grand axe de 2,41 UA, une excentricité de 0,08 et une inclinaison de 2,2° par rapport à l'écliptique.
Il est nommé d'après le chanteur hong-kongais Wong Ka-kui.